# Earlwood
Earlwood är en ort i Australien. Den ligger i kommunen Hurstville och delstaten New South Wales, i den sydöstra delen av landet, omkring 14 kilometer sydväst om delstatshuvudstaden Sydney. Antalet invånare är 16 564.
Trakten är tätbefolkad. Närmaste större samhälle är Sydney, omkring 14 kilometer nordost om Earlwood. 
Runt Earlwood är det i huvudsak tätbebyggt. Genomsnittlig årsnederbörd är 1 507 millimeter. Den regnigaste månaden är juni, med i genomsnitt 232 mm nederbörd, och den torraste är juli, med 39 mm nederbörd.